# Katowickie Forum Partyjne
Katowickie Forum Partyjne – organizacja skupiająca w latach 1980–81 działaczy PZPR o orientacji neostalinowskiej.
Grupa powstała z inspiracji I sekretarza Komitetu Wojewódzkiego PZPR w Katowicach Andrzeja Żabińskiego. Uformowała się 15 maja 1981 r. pod przywództwem Wsiewołoda Wołczewa, Gerarda Gabrysia i Stefana Owczarza. Wydawała biuletyn „O Socjalizm”. Sprzeciwiała się jakimkolwiek ustępstwom wobec „Solidarności”, liberalizacji ustroju i rozluźnianiu więzi z ZSRR, krytykowała rząd Jaruzelskiego za bierną postawę wobec „kontrrewolucji”. 
W lipcu 1981 r. zorganizowała w Poznaniu Konferencję Forum Komunistów Polskich z udziałem pokrewnych organizacji m.in. Forum Komunistów w Polsce, Forum Dyskusyjne Komunistów Warszawy, Zielonogórskie Forum Komunistów, Toruńskie Forum Partyjne „Iskra”, Zjednoczenie Patriotyczne „Grunwald”, Marksistowsko-Leninowski Klub Dyskusyjny w Oleśnicy, Chrzanowskie Forum Partyjne, Ruch Komunistyczny w Świnoujściu, Grupa Inicjatywna Komunistów Polskich Warszawa Śródmieście, Poznańskie Forum Komunistów, Seminarium Marksistowsko-Leninowskie przy Hucie „Katowice”, Klub Partyjnej Inteligencji Twórczej „Warszawa 80”, Wałbrzyskie Forum Partyjne, Grupa Inicjatywna Komunistów Lubelskich, Białostockie Forum Partyjne, Gorzowskie Forum Partyjne, Komitet ds. Działaczy Ruchu Robotniczego KW PZPR w Rzeszowie, Klub Partyjny „Ursus 80”. 
Po krytyce ze strony centralnych władz PZPR (Stanisław Kania, Kazimierz Barcikowski) Forum przekształciło się we wrześniu 1981 r. w Seminarium Marksistowsko-Leninowskie. 